# Octomeria lithophila
Octomeria lithophila là một loài lan đặc hữu của đông nam Brasil.

## Hình ảnh

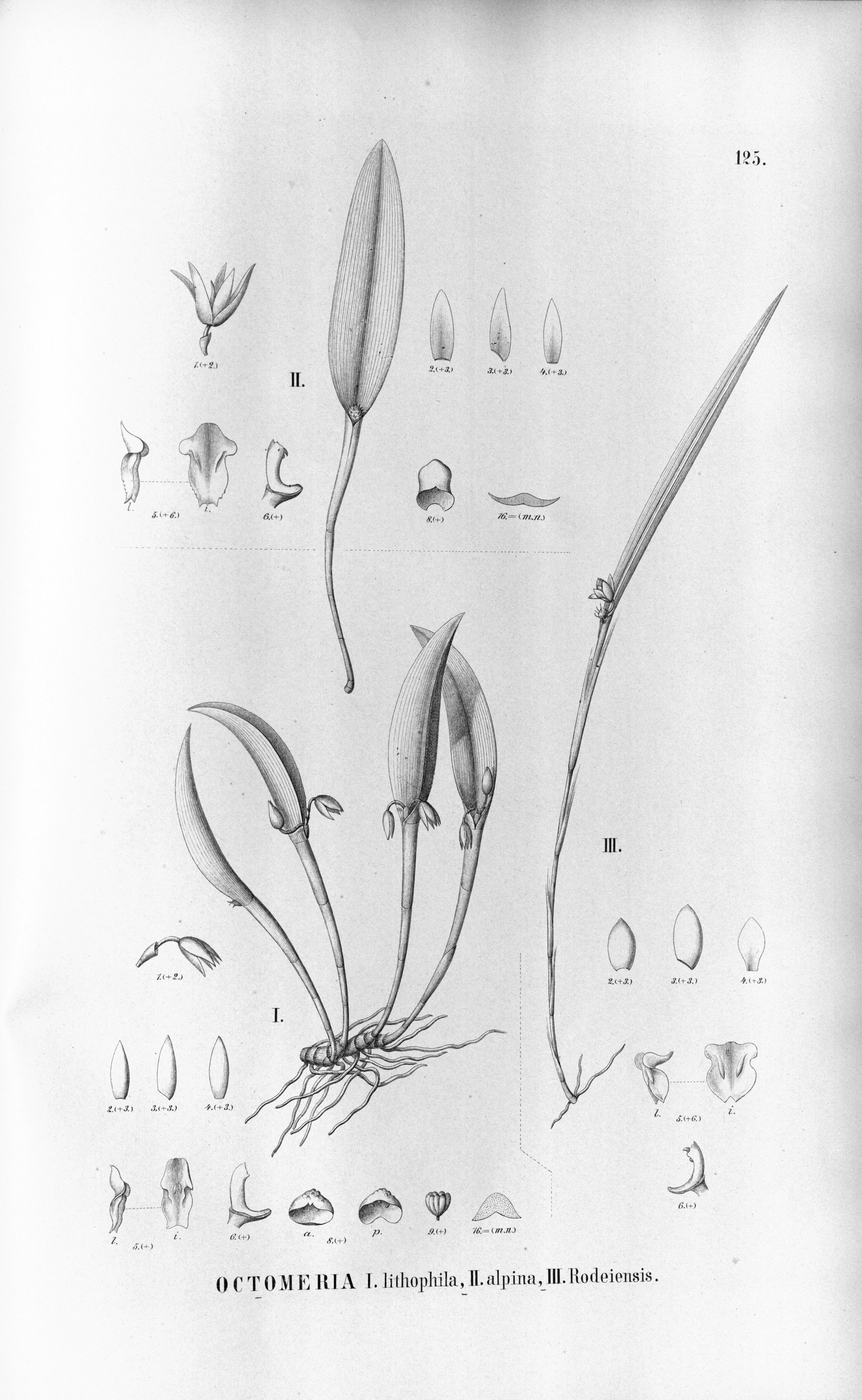